# Capitaine Tempête (film, 1961)
Pour les articles homonymes, voir Capitaine Tempête.
Pour plus de détails, voir Fiche technique et Distribution.
Capitaine Tempête (La spada della vendetta) est un film historique de cape et d'épée italien sorti en 1961, réalisé par Luigi Latini De Marchi, sous le pseudo de L. Demar.

## Synopsis
En 1625, Milan est sous la domination espagnole. Le gouverneur, don Gonzalo de Cordova s'est absenté pour assiéger Casale. Le vice-gouverneur, un milanais, tyrannise la population pour s'attirer les bonnes grâces des espagnols. Il aspire à épouser la belle Diana, qui est une héritière fortunée, avec la complicité de la sœur de celle-ci, Elisabeth. Mais Diana est amoureuse de Marco, qui n'a pas grande fortune, mais sympathise avec le peuple opprimé. Le soir où le vice gouverneur organise l'enlèvement de Diana, Marco intervient et pendant le duel, Diana est tuée. Marco jure alors de venger ce sang innocent. Le reste de l'intrigue est une série d'embuscades et de duels où Marco retrouve un sosie de Diana, Maria Dolorès, éduquée dans un couvent, mais riche héritière elle aussi. La scène finale est un assaut des défenses du vice-gouverneur par la foule qui renverse les gardes et acclame le héros libérateur, Marco. Ce dernier retrouve en Maria Dolorès une raison d'envisager l'avenir.

## Fiche technique
- Titre français : Capitaine Tempête[2],[3]
- Titre italien original : La spada della vendettà
- Réalisateur : Luigi Latini De Marchi (sous le pseudo de L. Demar)
- Scénario : Lucia Drudy Demby[4]
- Musique : Aldo Liga[4]
- Son : Giovanni Canavero
- Production : Classic Film[4],[1]
- Photographie : Carmelo Petralia
- Costumes : Dario Della Corte
- Décors : Luigi De Marchi
- Montage : Otello Colangeli
- Pays de production :  Italie
- Langue originale : italien
- Dates de sortie :
  - Italie : 14 novembre 1961[5]
  - France : 3 octobre 1962[3]

## Distribution
- Frank Latimore : Marco
- Patricia Luz : Diana / Maria Dolores
- Gian Luigi Mariannini
- Franco Trompeo
- Giulio Montano
- Walter Ortis
- Pitta De Cecco
- Egidio Casolari
- Anita Todesco
- Maria Luisa Garoppo (it)
- Howard Vernon
- Dario Mangiarotti
- Gil Delamare
- Enzo Fisichella
- Gigetta Morano
- Danick Patisson